# Sesócris
Sesócris (em grego clássico: Σέσωχρις; romaniz.: Sésochris) ou Nefercasocar (Neferkasokar; lit. "bela alma de Socáris" ou "a alma de Socáris está completa") foi um faraó que pode ter governado o Egito durante a II dinastia. Muito pouco se sabe sobre ele, uma vez que não foram encontrados registros arqueológicos coetâneos. Em vez disso, seu nome foi encontrado em fontes posteriores.

## Fontes dos nome

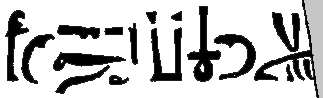
Nome de Sesócris no Cânone de Turim